# (100196) 1994 CL16
(100196) 1994 CL16 es un asteroide perteneciente al cinturón de asteroides, descubierto el 8 de febrero de 1994 por Eric Walter Elst desde el Observatorio de La Silla, Chile.